# Aéroport de La Tuque
Pour les articles homonymes, voir La Tuque (homonymie).
L'aéroport de La Tuque (code IATA : YLQ • code OACI : CYLQ) est situé à l'entrée sud de la ville de La Tuque, en Mauricie, au Québec, Canada.